# Lous Haasdijk
Louise Wilhelmina Maria (Lous) Haasdijk-van Teerns (Den Haag, 31 januari 1938 – Bergen (NH), 3 januari 2010) was een Nederlands omroepster en televisiepresentatrice. Van 1975 tot 1976 was ze tevens op freelancebasis actief als presentatrice van het NOS Journaal.

## Carrière
Haasdijk begon in 1975 het journaal te presenteren. Een jaar later werden er met de komst van hoofdredacteur Ed van Westerloo enkele veranderingen in het personeelsbeleid doorgevoerd, waardoor ze als freelancer al snel journaallezer-af was. Ze vervolgde haar werk op het Media Park bij de actualiteitenrubriek TROS Aktua.
Naast haar bekendheid als journaallezeres was ze ook bekend als panellid (naast Willem Duys en Jos Brink) in de AVRO-quiz Babbelonië en in Wie van de Drie. Verder trad zij op in een verkiezingsspotje voor de VVD. Toen Wie van de drie stopte, kwam ook haar televisiecarrière tot een eind. Haar handelsmerk was in die dagen haar bril. Eind jaren tachtig keerde ze terug in het NCRV-programma Dinges. Ze sprak een educatief computerspel voor 4- tot 7-jarigen in getiteld De Sterrentrein. In januari 2006 was Haasdijk nog eenmaal als journaallezeres te zien in de jubileumuitzending van het NOS Journaal, dat op dat moment vijftig jaar bestond.
Na haar tv-carrière opende ze een chique damesmodezaak in het centrum van Alkmaar. Op 3 januari 2010 overleed Haasdijk onverwacht op 71-jarige leeftijd.